# GRASP65
GRASP65‏ (Golgi reassembly stacking protein 1) هوَ بروتين يُشَفر بواسطة جين GRASP65 في الإنسان.